# Pont de Sierne
Le pont de Sierne est un pont routier et piéton sur l'Arve, situé dans le canton de Genève et reliant les communes de Thônex et de Veyrier, en Suisse.

## Localisation
Le pont de Sierne est le premier pont le plus en amont de l'Arve après son entrée en Suisse. Ce pont est nommé ainsi en référence au village de Sierne qui se trouve sur la rive gauche du pont. Il est localisé quelques mètres en amont de la confluence de la Seymaz dans l'Arve.

## Histoire
Le premier pont construit aux abords du village de Sierne date de 1778 et est commandité par la monarchie piémontaise. Sur cet axe transite notamment le sel de Tarentaise, voire de Provence sans avoir à s'acquitter des douanes genevoises. Le pont est partie intégrante de la nouvelle route qui évite totalement le Rhône, traverse l'Arve pour rejoindre le port nouvellement créé de Bellerive et de là s'embarquer sur le lac Léman en direction de la Suisse.
Annexé à la France pendant le Premier Empire — il fait partie du département Léman tout comme les communes environnantes —, le pont est détruit par l'armée autrichienne lors de son passage au début des années 1800. Il est reconstruit quelques années plus tard lorsque la commune de Veyrier est rattachée au canton de Genève.
Plus bas du canal d'irrigation qui se jette dans l'Arve, un quartier des moulins fut détruit par un incendie en 1859.
De 1887 à 1956 le chemin de fer Genève - Veyrier empruntait le pont.
Prévu par le conseiller d'État Jaques Vernet à partir de 1979, la reconstruction complète et le remplacement du pont métallique par un ouvrage en béton à quatre voies de circulation est finalement effectuée entre 1981 et 1983 pour un coût total de plus de 4 millions de francs suisses.
En 1985, un laboratoire-témoin est mis en place en aval du pont de Sierne pour analyser en permanence l'eau de
la rivière et détecter ainsi d'éventuelles pollutions.
De nos jours, plusieurs sociétés de rafting basées au pont de Sierne proposent des descentes de l'Arve jusqu'à Carouge.